# Полысаевский городской округ
Полыса́евский городско́й о́круг — упразднённое муниципальное образование в Кемеровской области.
Административный центр — город Полысаево.

## История
Городской округ образован в соответствии с Законом Кемеровской области № 104-ОЗ от 17 декабря 2004 года.
С точки зрения административно-территориального устройства находится на территории города областного подчинения Полысаево с административно подчинёнными населёнными пунктами согласно Закону Кемеровской области «Об административно-территориальном устройстве Кемеровской области» N 215-ОЗ от 27 декабря 2007 года.
Законом Кемеровской области - Кузбасса от 06 мая 2024 года N 46-ОЗ Ленинск-Кузнецкий городской округ, Ленинск-Кузнецкий муниципальный округ и Полысаевский городской округ были объединены во вновь образованное муниципальное образование Ленинск-Кузнецким муниципальным округом.

## Население
| 2009    | 2010    | 2011    | 2012    | 2013    | 2014    | 2015    | 2016    | 2017    |
| ------- | ------- | ------- | ------- | ------- | ------- | ------- | ------- | ------- |
| 30 966  | ↘30 671 | ↗30 702 | ↘30 593 | ↘30 479 | ↘30 262 | ↘29 894 | ↘29 723 | ↘29 466 |
| 2018    | 2019    | 2020    | 2021    |         |         |         |         |         |
| ↘29 134 | ↘28 899 | ↘28 733 | ↘28 256 |         |         |         |         |         |

## Населённые пункты
Городской округ и город областного подчинения включают населённые пункты:
| № | Населённый пункт | Тип населённого пункта        | Население |
| - | ---------------- | ----------------------------- | --------- |
| 1 | Красногорский    | посёлок                       | ↘2965     |
| 2 | Полысаево        | город, административный центр | ↘25 177   |
| 3 | Шахты № 5        | посёлок                       | 82        |

## Местное самоуправление
- Валерий Павлович Зыков
- с 2023 года - и. о. Елена Григорьевна Березина